# 1936年ベルリンオリンピックのトルコ選手団
1936年ベルリンオリンピックのトルコ選手団（1936ねんベルリンオリンピックのトルコせんしゅだん）は、1936年8月1日から8月16日にかけてドイツの首都ベルリンで開催された1936年ベルリンオリンピックのトルコ選手団、およびその競技結果。

## 概要
今大会は金メダル1個、銅メダル1個の合計2個のメダルを獲得した。

## メダル
| メダル | 選手名             | 競技       | 種目                         |
| ------ | ------------------ | ---------- | ---------------------------- |
| 金     | ヤシャル・エルカン | レスリング | 男子グレコローマンフェザー級 |
| 銅     | アフメト・キレッチ | レスリング | 男子フリースタイルミドル級   |